# شركة 2015
شركة 2015 (بالإنجليزية: 2015 Games)‏ هو أستوديو أمريكي مطور لألعاب الفيديو، تأسس عام 1997.

## ألعاب طورها الأستوديو
- SiN: Wages of Sin – (1999) (الكمبيوتر الشخصي-ماك)
- Laser Arena – (2000) (الكمبيوتر الشخصي)
- CIA Operative: Solo Missions - (2001) (الكمبيوتر الشخصي)
- ميدل أوف أونر: ألايد أسولت – (2002) (الكمبيوتر الشخصي)
- Men of Valor – (2004) (الكمبيوتر الشخصي، إكس بوكس)

## وصلات خارجية
- الموقع الرسمي